# Wheeler megye (Georgia)
Wheeler megye az Amerikai Egyesült Államokban, azon belül Georgia államban található. Megyeszékhelye és legnagyobb városa Alamo. Lakosainak száma 7471 fő (2020. április 1.).

## Szomszédos megyék
- Treutlen megye
- Jeff Davis megye
- Montgomery megye
- Telfair megye
- Dodge megye
- Laurens megye

## Népesség
A megye népességének változása:
| Lakosok száma | 7756 | 8033 | 7884 | 7909 | 7903 | 7471 |
|               | 2010 | 2011 | 2012 | 2013 | 2015 | 2020 |